# Vương tử Edward, Công tước xứ Kent và Strathearn
Vương tử Edward, Công tước xứ Kent và Strathearn (Edward Augustus; 02 tháng 11 năm 1767 - 23 tháng 01 năm 1820), là người con thứ 5 và con trai thứ 4 của Vua George III của Anh. Người con hợp pháp duy nhất của Edward là Vương tôn nữ Victoria, sau đã thừa kế ngai vàng Vương quốc Anh và Đế chế Anh với đế hiệu Nữ vương Victoria.
Vương tử Edward được phong làm Công tước xứ Kent và Strathearn và Bá tước xứ Dublin vào ngày 23 tháng 04 năm 1799, và vài tuần sau, ông được bổ nhiệm làm Tướng quân kiêm Tổng tư lệnh các lực lượng Anh tại các Tỉnh Hàng hải của Bắc Mỹ. Vào ngày 23 tháng 03 năm 1802, ông được bổ nhiệm làm Thống đốc Gibraltar và trên danh nghĩa vẫn giữ chức vụ đó cho đến khi qua đời. Công tước được bổ nhiệm làm Thống chế các lực lượng vào ngày 03 tháng 09 năm 1805.
Edward là thành viên đầu tiên của Vương thất Anh sống ở Bắc Mỹ trong các chuyến thăm ngắn ngày (1791–1800), và vào năm 1794, ông là Vương tử Anh đầu tiên đến Hoa Kỳ (đi bộ đến Boston từ Hạ Canada) kể từ sau khi quốc gia này giành được độc lập từ Anh. Ngày 27 tháng 06 năm 1792, ông được ghi nhận là người đầu tiên sử dụng, thuật ngữ người Canada để chỉ những người định cư Pháp và Anh ở Thượng và Hạ Canada. Vương tử đã sử dụng thuật ngữ này trong một nỗ lực nhằm dập tắt một cuộc bạo động giữa hai nhóm tại một điểm bỏ phiếu ở Charlesbourg, Hạ Canada. Trong thế kỷ XXI, ông đã được phong là "Cha đẻ của Vương quyền Canada" (Father of the Canadian Crown) vì tác động tích cực của ông đối với sự phát triển của Canada.

## Cuộc sống đầu đời

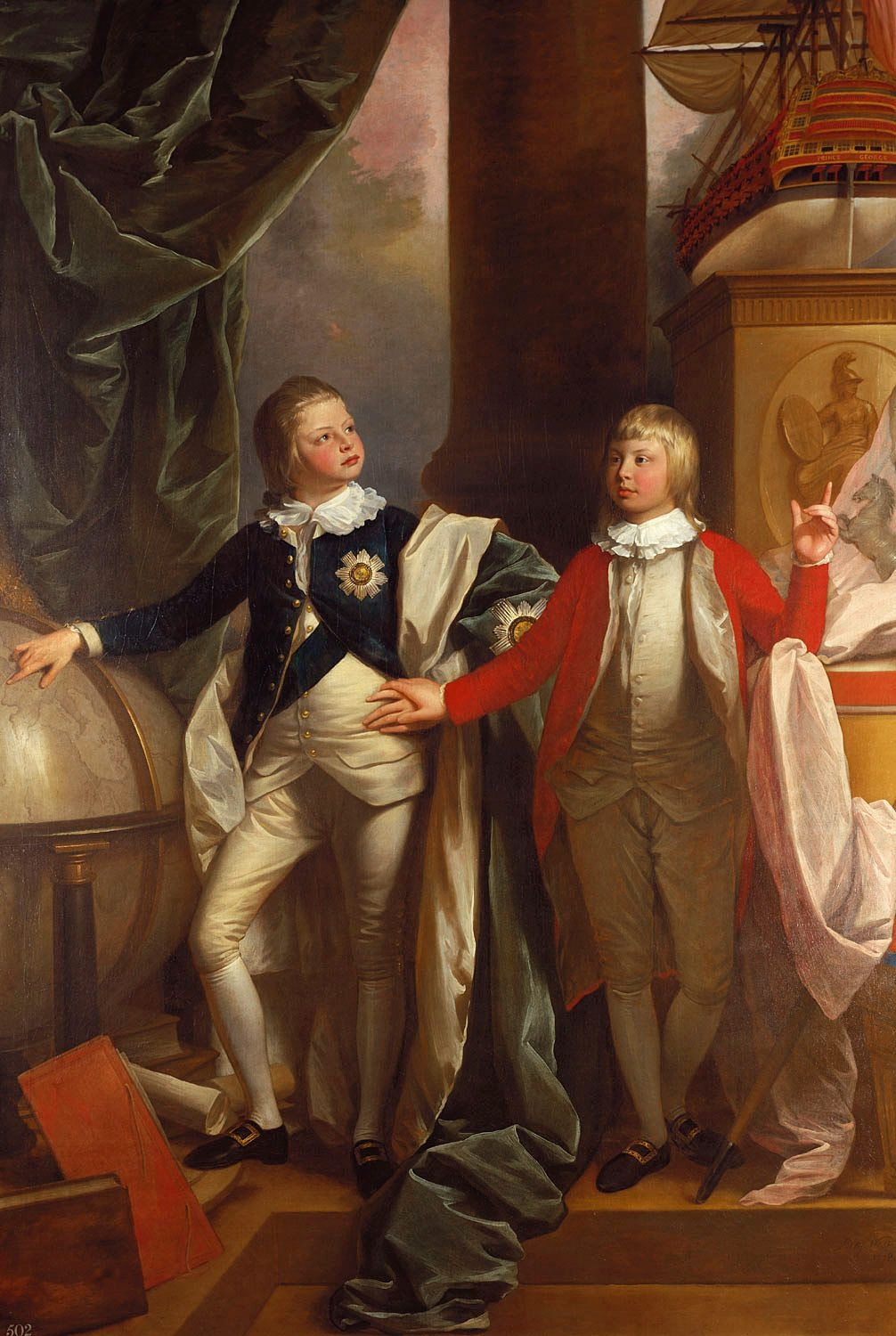
Edward mười một tuổi (phải) và anh trai William, chân dung của Benjamin West, 1778

Vương tử Edward sinh ngày 02 tháng 11 năm 1767. Cha mẹ của ông là đương kim quốc vương và vương hậu của Anh, George III, và Charlotte xứ Mecklenburg-Strelitz.
Vì là con trai của quốc vương Anh, nên ngay từ khi sinh ra, ông đã được phong tước hiệu "His Royal Highness The Prince Edward", và là người thứ tư trong hàng kế vị ngai vàng. Ông được đặt theo tên của người chú ruột, Công tước xứ York và Albany, người đã qua đời vài tuần trước và được chôn cất tại Tu viện Westminster một ngày trước khi Edward chào đời.
Vương tử Edward được rửa tội vào ngày 30 tháng 11 năm 1767; cha mẹ đỡ đầu của ông gồm có: Vương tử cha truyền con nối xứ Brunswick-Lüneburg (chú ruột của ông, Bá tước Hertford, Lãnh chúa Chamberlain, thay mặt tại buổi lễ), Công tước xứ Mecklenburg-Strelitz (bác của Vương tử, Bá tước Huntingdon, là đại diện), Công tử phi Augusta xứ Braunschweig-Wolfenbüttel (cô của Vương tử, được đại diện bởi một người được ủy quyền) và Phong địa Bá tước phu nhân xứ Hessen-Kassel (chị gái của ông nội Vương tử, người mà Công tước phu nhân xứ Argyll, được uỷ quyền đại diện).

## Binh nghiệp

### Quân đội

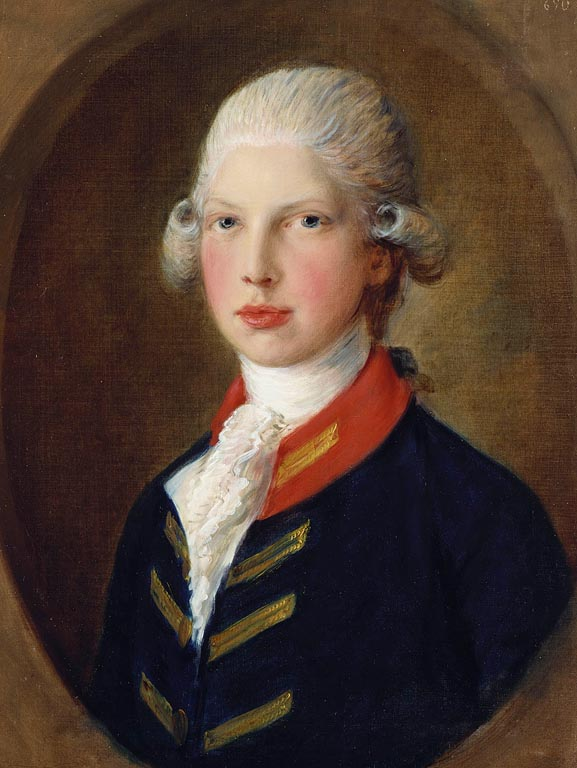
Vương tử Edward, năm 1782, tranh của Thomas Gainsborough

Vương tử bắt đầu khóa huấn luyện quân sự ở Đức vào năm 1785. Vua George III định gửi ông đến Đại học Göttingen, nhưng khuyên của Công tước xứ York, Edward đã đến Lüneburg và sau đó là Hannover, cùng với gia sư của mình, Nam tước Wangenheim. Vào ngày 30 tháng 5 năm 1786, ông được bổ nhiệm làm đại tá quân đội Anh. Từ năm 1788 đến năm 1789, ông hoàn thành chương trình học tại Geneva.
Năm 1789, ông được bổ nhiệm làm đại tá của Trung đoàn bộ binh số 7 (Lính súng trường hoàng gia). Năm 1790, ông trở về nhà không phép, trong sự bất bình, ông bị đưa đến Gibraltar với tư cách là một sĩ quan bình thường. Vương tử đến Marseilles và gặp Madame de Saint-Laurent, người sau này trở thành tình nhân của ông.

#### Quebec
Do cái nóng khắc nghiệt của Địa Trung Hải, Vương tử Edward đã yêu cầu được chuyển đến Canada ngày nay, cụ thể là Quebec, vào năm 1791. Edward đến Canada đúng vào lúc diễn ra sự kiện công bố của Đạo luật Hiến pháp năm 1791, trở thành thành viên đầu tiên của Gia đình Hoàng gia đến thăm vùng Thượng Canada và trở thành một phần của xã hội Anh ở Bắc Mỹ. Edward và tình nhân của mình, Julie St. Laurent, trở thành bạn thân với gia đình Ignace-Michel-Louis-Antoine d'Irumberry de Salaberry, người Canada gốc Pháp; Vương tử đã dìu dắt tất cả các con trai của gia đình này trong suốt sự nghiệp quân sự của họ. Edward đã hướng dẫn cho Charles de Salaberry trong suốt sự nghiệp của mình, và đảm bảo rằng vị chỉ huy nổi tiếng này được tôn vinh xứng đáng sau sự lãnh đạo của ông trong Trận Chateauguay.
Vương tử được thăng lên thiếu tướng vào tháng 10 năm 1793. Ông đã phục vụ trong chiến dịch Tây Ấn vào năm sau, và là chỉ huy của doanh trại Anh tại La Coste trong Trận Martinique (1794), ông được Tướng Charles Grey đề cập trong các công văn vì "Tinh thần và Hoạt động tuyệt vời". Sau đó, ông đã nhận được lời cảm ơn của Quốc hội.